# Saison 2023-2024 du FC Metz
 (août 2023).
Si vous disposez d'ouvrages ou d'articles de référence ou si vous connaissez des sites web de qualité traitant du thème abordé ici, merci de compléter l'article en donnant les références utiles à sa vérifiabilité et en les liant à la section « Notes et références ».
Maillots
Dernière mise à jour : 4 juillet 2024.
Chronologie
Saison précédente Saison suivante
Le FC Metz, joue sa 64e saison en Ligue 1 lors de la saison 2023-2024. Cette saison voit le club s'engager dans deux compétitions que sont la Ligue 1 et la Coupe de France.
Cette saison est la première ne comprenant plus que 18 clubs au lieu de 20.

## Historique
Le FC Metz est l'un des clubs ayant passé le plus de temps dans l'élite du football français. C'est donc d'une certaine manière une habitude de voir le club à ce niveau malgré les résultats en baisse du club depuis les années 2000. Si l'objectif avant les années 2000, en Ligue 1, était clairement tourné vers l'ambition de remporter le championnat, depuis les ambitions se sont tournées vers un maintien.

## Transferts
| Nom                   | Nationalité   | Poste     | Transfert      | Provenance/Destination | Division              |
| --------------------- | ------------- | --------- | -------------- | ---------------------- | --------------------- |
| Arrivées              |               |           |                |                        |                       |
| Papa Ndiaga Yade      | Sénégal       | Attaquant | Retour de prêt | ESTAC Troyes           | Ligue 2               |
| Guillaume Dietsch     | France        | Gardien   | Retour de prêt | RFC Seraing            | Challenger Pro League |
| Warren Tchimbembé     | France        | Attaquant | Retour de prêt | EA Guingamp            | Ligue 2               |
| Vagner Dias           | Cap-Vert      | Attaquant | Retour de prêt | RFC Seraing            | Challenger Pro League |
| Sami Lahssaini        | Belgique      | Milieu    | Retour de prêt | RFC Seraing            | Challenger Pro League |
| Xhuliano Skuka        | Albanie       | Attaquant | Retour de prêt | NK Maribor             | Prva Liga             |
| Maïdine Douane        | Algérie       | Attaquant | Retour de prêt | RFC Seraing            | Challenger Pro League |
| Morgan Bokele         | Cameroun      | Attaquant | Contrat pro    | FC Metz B              | National 3            |
| Othmane Chraibi       | Maroc         | Milieu    | Contrat pro    | FC Metz B              | National 3            |
| Malick Mbaye          | Sénégal       | Attaquant | Contrat pro    | FC Metz B              | National 3            |
| Pape Amadou Diallo    | Sénégal       | Attaquant | Contrat pro    | FC Metz B              | National 3            |
| Lamine Camara         | Sénégal       | Milieu    | Contrat pro    | FC Metz B              | National 3            |
| Joseph Nduquidi       | France        | Milieu    | Contrat pro    | FC Metz B              | National 3            |
| Didier Lamkel Zé      | Cameroun      | Attaquant | Prêt           | Hatayspor              | Süper Lig             |
| Óscar Estupiñán       | Colombie      | Attaquant | Prêt           | Hull City              | Championship          |
| Georges Mikautadze    | Géorgie       | Attaquant | Prêt           | Ajax Amsterdam         | Eredivise             |
| Ibou Sané             | Sénégal       | Attaquant | Transfert      | Génération Foot        | Championnat           |
| Sadibou Sané          | Sénégal       | Défenseur | Transfert      | Génération Foot        | Championnat           |
| Christophe Hérelle    | France        | Défenseur | Transfert      | Stade brestois         | Ligue 1               |
| Maxime Colin          | France        | Défenseur | Transfert      | Birmingham             | Championship          |
| Simon Elisor          | France        | Attaquant | Transfert      | RFC Seraing            | Challenger Pro League |
| Jean N'Guessan        | Côte d'Ivoire | Milieu    | Transfert      | OGC Nice               | Ligue 1               |
| Joel Asoro            | Suède         | Attaquant | Transfert      | Djurgardens IF         | Allsvenskan           |
| Benjamin Tetteh       | Ghana         | Attaquant | Transfert      | Hull City              | Championship          |
| Kévin Van Den Kerkhof | Algérie       | Défenseur | Transfert      | SC Bastia              | Ligue 2               |
| Départs               |               |           |                |                        |                       |
| Georges Mikautadze    | Géorgie       | Attaquant | Transfert      | Ajax Amsterdam         | Eredivise             |
| Boubacar Traoré       | Mali          | Milieu    | Transfert      | Wolverhampton          | Premier League        |
| Youssef Maziz         | France        | Milieu    | Transfert      | OH Leuven              | Jupiler Pro League    |
| Jean N'Guessan        | Côte d'Ivoire | Milieu    | Transfert      | Al-Wasl                | UAE Pro League        |
| Ibrahima Niane        | Sénégal       | Attaquant | Transfert      | Angers SCO             | Ligue 2               |
| Habib Maiga           | Côte d'Ivoire | Milieu    | Transfert      | Ferencváros TC         | NB I.                 |
| Lamine Gueye          | Sénégal       | Attaquant | Transfert      | Paris FC               | Ligue 2               |
| Lenny Joseph          | France        | Attaquant | Transfert      | Grenoble Foot          | Ligue 2               |
| Simon Elisor          | France        | Attaquant | Prêt           | ESTAC Troyes           | Ligue 2               |
| Papa Ndiaga Yade      | Sénégal       | Attaquant | Prêt           | QRM                    | Ligue 2               |
| Sofiane Alakouch      | France        | Attaquant | Prêt           | Paris FC               | Ligue 2               |
| Sami Lahssaini        | Belgique      | Milieu    | Prêt           | OH Leuven              | Jupiler Pro League    |
| Xhuliano Skuka        | Albanie       | Attaquant | Prêt           | FK Partizani           | Kategoria Superiore   |
| Maïdine Douane        | Algérie       | Attaquant | Prêt           | RFC Seraing            | Challenger Pro League |
| Morgan Bokele         | Cameroun      | Attaquant | Prêt           | SAS Epinal             | National              |
| Othmane Chraibi       | Maroc         | Milieu    | Prêt           | LB Châteauroux         | National              |
| Vagner Dias           | Cap-Vert      | Attaquant | Fin de contrat |                        |                       |
| Óscar Estupiñán       | Colombie      | Attaquant | Retour de prêt | Hull City              | Championship          |

## Compétitions

### Championnat

#### Phase aller
| 1re journée                 | Stade rennais FC                                                       | 5 - 1   | FC Metz                 |                                                                                             |                                                                                             |
| Dimanche 13 août 2023 17h05 | Kalimuendo 20e · ( Bourigeaud) Gouiri 51e · Doku 67e · Salah 87e 90+4e | (1 - 1) | 21e Maziz (Mikautadze ) | Roazhon Park, Rennes Spectateurs : 26 065 Diffuseur : Canal+ Foot Arbitrage : Jérémy Stinat | Roazhon Park, Rennes Spectateurs : 26 065 Diffuseur : Canal+ Foot Arbitrage : Jérémy Stinat |
| Dimanche 13 août 2023 17h05 |                                                                        | Rapport | 45+2e Kouao · 46e Colin | Roazhon Park, Rennes Spectateurs : 26 065 Diffuseur : Canal+ Foot Arbitrage : Jérémy Stinat | Roazhon Park, Rennes Spectateurs : 26 065 Diffuseur : Canal+ Foot Arbitrage : Jérémy Stinat |

| 2e journée                  | FC Metz                                         | 2 - 2   | Olympique de Marseille                         | | |
| Vendredi 18 août 2023 21h00 | ( Candé) Sabaly 65e · ( N'Doram) Mikautadze 71e | (0 - 1) | 14e Soglo (Aubameyang ) · 82e Vitinha (Harit ) | Stade Saint-Symphorien, Longeville-lès-Metz Spectateurs : 26 661 Diffuseur : Prime Video Arbitrage : Jérôme Brisard | Stade Saint-Symphorien, Longeville-lès-Metz Spectateurs : 26 661 Diffuseur : Prime Video Arbitrage : Jérôme Brisard |
| Vendredi 18 août 2023 21h00 | N'Doram 9e · Lô 59e · Mbaye 90e · Oukidja 90+8e | Rapport | 49e Lodi · 85e Veretout                        | Stade Saint-Symphorien, Longeville-lès-Metz Spectateurs : 26 661 Diffuseur : Prime Video Arbitrage : Jérôme Brisard | Stade Saint-Symphorien, Longeville-lès-Metz Spectateurs : 26 661 Diffuseur : Prime Video Arbitrage : Jérôme Brisard |

| 3e journée                  | Clermont Foot | 0 - 1   | FC Metz        | | |
| Dimanche 27 août 2023 15h00 |               | (0 - 0) | 69e Mikautadze | Stade Gabriel-Montpied, Clermont-Ferrand Spectateurs : 9 146 Diffuseur : Prime Video Arbitrage : Gaël Angoula | Stade Gabriel-Montpied, Clermont-Ferrand Spectateurs : 9 146 Diffuseur : Prime Video Arbitrage : Gaël Angoula |
| Dimanche 27 août 2023 15h00 | Cham 58e      | Rapport | 83e Sabaly     | Stade Gabriel-Montpied, Clermont-Ferrand Spectateurs : 9 146 Diffuseur : Prime Video Arbitrage : Gaël Angoula | Stade Gabriel-Montpied, Clermont-Ferrand Spectateurs : 9 146 Diffuseur : Prime Video Arbitrage : Gaël Angoula |

| 4e journée                      | FC Metz                                 | 2 - 2   | Stade de Reims                                         | | |
| Dimanche 3 septembre 2023 15h00 | ( Asoro) Sabaly 7e · ( Udol) Jallow 63e | (1 - 1) | 17e Diakité (Teuma ) · 52e Teuma (Daramy )             | Stade Saint-Symphorien, Longeville-lès-Metz Spectateurs : 24 272 Diffuseur : Prime Video Arbitrage : Mathieu Vernice | Stade Saint-Symphorien, Longeville-lès-Metz Spectateurs : 24 272 Diffuseur : Prime Video Arbitrage : Mathieu Vernice |
| Dimanche 3 septembre 2023 15h00 |                                         | Rapport | 25e Teuma · 45+2e Foket · 80e Richardson · 90e Diakité | Stade Saint-Symphorien, Longeville-lès-Metz Spectateurs : 24 272 Diffuseur : Prime Video Arbitrage : Mathieu Vernice | Stade Saint-Symphorien, Longeville-lès-Metz Spectateurs : 24 272 Diffuseur : Prime Video Arbitrage : Mathieu Vernice |

| 5e journée                     | RC Lens  | 0 - 1   | FC Metz               | | |
| Samedi 16 septembre 2023 21h00 |          | (0 - 1) | 37e Asoro             | Stade Bollaert-Delelis, Lens Spectateurs : 37 988 Diffuseur : Canal+ Sport 360, Canal+ Foot Arbitrage : Stéphanie Frappart | Stade Bollaert-Delelis, Lens Spectateurs : 37 988 Diffuseur : Canal+ Sport 360, Canal+ Foot Arbitrage : Stéphanie Frappart |
| Samedi 16 septembre 2023 21h00 | Wahi 64e | Rapport | 33e Asoro · 64e Candé | Stade Bollaert-Delelis, Lens Spectateurs : 37 988 Diffuseur : Canal+ Sport 360, Canal+ Foot Arbitrage : Stéphanie Frappart | Stade Bollaert-Delelis, Lens Spectateurs : 37 988 Diffuseur : Canal+ Sport 360, Canal+ Foot Arbitrage : Stéphanie Frappart |

| 6e journée                       | FC Metz                   | 0 - 1   | RC Strasbourg        | | |
| Dimanche 24 septembre 2023 13h00 |                           | (0 - 0) | 83e Diarra (Ângelo ) | Stade Saint-Symphorien, Longeville-lès-Metz Spectateurs : 26 661 Diffuseur : Prime Video Arbitrage : Clément Turpin | Stade Saint-Symphorien, Longeville-lès-Metz Spectateurs : 26 661 Diffuseur : Prime Video Arbitrage : Clément Turpin |
| Dimanche 24 septembre 2023 13h00 | Kouao 23e · N'Doram 90+2e | Rapport |                      | Stade Saint-Symphorien, Longeville-lès-Metz Spectateurs : 26 661 Diffuseur : Prime Video Arbitrage : Clément Turpin | Stade Saint-Symphorien, Longeville-lès-Metz Spectateurs : 26 661 Diffuseur : Prime Video Arbitrage : Clément Turpin |

| 7e journée                      | Toulouse FC                                                          | 3 - 0   | FC Metz | | |
| Dimanche 1er octobre 2023 15h00 | ( Dønnum) Schmidt 31e · ( Desler) Dallinga 43e · ( Bangré) Magri 82e | (2 - 0) |         | Stadium de Toulouse, Toulouse Spectateurs : 24 770 Diffuseur : Prime Video Arbitrage : Gaël Angoula | Stadium de Toulouse, Toulouse Spectateurs : 24 770 Diffuseur : Prime Video Arbitrage : Gaël Angoula |
| Dimanche 1er octobre 2023 15h00 | Nicolaisen 13e · Suazo 63e · Sierro 75e                              | Rapport |         | Stadium de Toulouse, Toulouse Spectateurs : 24 770 Diffuseur : Prime Video Arbitrage : Gaël Angoula | Stadium de Toulouse, Toulouse Spectateurs : 24 770 Diffuseur : Prime Video Arbitrage : Gaël Angoula |

| 8e journée                  | FC Metz | 0 - 1   | OGC Nice             | | |
| Samedi 7 octobre 2023 17h00 |         | (0 - 1) | 14e Boudaoui (Bard ) | Stade Saint-Symphorien, Longeville-lès-Metz Spectateurs : 23 160 Diffuseur : Prime Video Arbitrage : Jérôme Brisard | Stade Saint-Symphorien, Longeville-lès-Metz Spectateurs : 23 160 Diffuseur : Prime Video Arbitrage : Jérôme Brisard |
| Samedi 7 octobre 2023 17h00 |         | Rapport | 21e Thuram           | Stade Saint-Symphorien, Longeville-lès-Metz Spectateurs : 23 160 Diffuseur : Prime Video Arbitrage : Jérôme Brisard | Stade Saint-Symphorien, Longeville-lès-Metz Spectateurs : 23 160 Diffuseur : Prime Video Arbitrage : Jérôme Brisard |

| 9e journée                     | AS Monaco                              | 2 - 1   | FC Metz                                |                                                                                                 |                                                                                                 |
| Dimanche 22 octobre 2023 17h05 | ( Matsima) Golovine 42e · Golovine 55e | (1 - 1) | 4e Camara                              | Stade Louis-II, Monaco Spectateurs : 6 197 Diffuseur : Canal+ Foot Arbitrage : Romain Lissorgue | Stade Louis-II, Monaco Spectateurs : 6 197 Diffuseur : Canal+ Foot Arbitrage : Romain Lissorgue |
| Dimanche 22 octobre 2023 17h05 | Matsima 67e                            | Rapport | 53e Camara · 66e Tetteh · 74e Nduquidi | Stade Louis-II, Monaco Spectateurs : 6 197 Diffuseur : Canal+ Foot Arbitrage : Romain Lissorgue | Stade Louis-II, Monaco Spectateurs : 6 197 Diffuseur : Canal+ Foot Arbitrage : Romain Lissorgue |

| 10e journée                    | FC Metz                   | 0 - 0   | Le Havre AC            | | |
| Dimanche 29 octobre 2023 15h00 |                           | (0 - 0) |                        | Stade Saint-Symphorien, Longeville-lès-Metz Spectateurs : 20 718 Diffuseur : Prime Video Arbitrage : Hakim Ben El Hadj | Stade Saint-Symphorien, Longeville-lès-Metz Spectateurs : 20 718 Diffuseur : Prime Video Arbitrage : Hakim Ben El Hadj |
| Dimanche 29 octobre 2023 15h00 | Nduquidi 45+2e · Udol 68e | Rapport | 42e Salmier · 56e Bayo | Stade Saint-Symphorien, Longeville-lès-Metz Spectateurs : 20 718 Diffuseur : Prime Video Arbitrage : Hakim Ben El Hadj | Stade Saint-Symphorien, Longeville-lès-Metz Spectateurs : 20 718 Diffuseur : Prime Video Arbitrage : Hakim Ben El Hadj |

| 10e journée                    | Olympique lyonnais   | 1 - 1   | FC Metz              | | |
| Dimanche 5 novembre 2023 13h00 | ( Cherki) Alvero 84e | (0 - 0) | 77e Jallow (Camara ) | Parc Olympique lyonnais, Décines-Charpieu Spectateurs : 42 040 Diffuseur : Prime Video Arbitrage : Benoît Millot | Parc Olympique lyonnais, Décines-Charpieu Spectateurs : 42 040 Diffuseur : Prime Video Arbitrage : Benoît Millot |
| Dimanche 5 novembre 2023 13h00 | Diomandé 19e         | Rapport | 88e Van Den Kerkhof  | Parc Olympique lyonnais, Décines-Charpieu Spectateurs : 42 040 Diffuseur : Prime Video Arbitrage : Benoît Millot | Parc Olympique lyonnais, Décines-Charpieu Spectateurs : 42 040 Diffuseur : Prime Video Arbitrage : Benoît Millot |

| 12e journée                     | FC Metz                                                                          | 3 - 1   | FC Nantes            | | |
| Dimanche 12 novembre 2023 15h00 | ( Udol) Van Den Kerkhof 3e · ( Jallow) Elisor 28e · ( Van Den Kerkhof) Asoro 85e | (2 - 1) | 12e Simon (Pallois ) | Stade Saint-Symphorien, Longeville-lès-Metz Spectateurs : 21 674 Diffuseur : Prime Video Arbitrage : Florent Batta | Stade Saint-Symphorien, Longeville-lès-Metz Spectateurs : 21 674 Diffuseur : Prime Video Arbitrage : Florent Batta |
| Dimanche 12 novembre 2023 15h00 | Rapport                                                                          |         |                      | Stade Saint-Symphorien, Longeville-lès-Metz Spectateurs : 21 674 Diffuseur : Prime Video Arbitrage : Florent Batta | Stade Saint-Symphorien, Longeville-lès-Metz Spectateurs : 21 674 Diffuseur : Prime Video Arbitrage : Florent Batta |

| 13e journée                     | FC Lorient                         | 2 - 3   | FC Metz                                                                | | |
| Dimanche 26 novembre 2023 15h00 | (Doucouré ) Faivre 7e · Kroupi 22e | (2 - 1) | 1re Sabaly (Van Den Kerkhof ) · 65e Traoré (Udol ) · 83e (pen.) Jallow | Stade du Moustoir, Lorient Spectateurs : 14 469 Diffuseur : Prime Video Arbitrage : Jérémie Pignard | Stade du Moustoir, Lorient Spectateurs : 14 469 Diffuseur : Prime Video Arbitrage : Jérémie Pignard |
| Dimanche 26 novembre 2023 15h00 | Yongwa 48e · Doucouré 57e          | Rapport | 45e Udol                                                               | Stade du Moustoir, Lorient Spectateurs : 14 469 Diffuseur : Prime Video Arbitrage : Jérémie Pignard | Stade du Moustoir, Lorient Spectateurs : 14 469 Diffuseur : Prime Video Arbitrage : Jérémie Pignard |

| 14e journée                    | LOSC Lille                        | 2 - 0   | FC Metz | | |
| Dimanche 3 décembre 2023 17h05 | Yazıcı 45+2e · David 45+6e (pen.) | (2 - 0) |         | Stade Pierre-Mauroy, Villeneuve-d'Ascq Spectateurs : 38 065 Diffuseur : Canal+ Foot Arbitrage : Gaël Angoula | Stade Pierre-Mauroy, Villeneuve-d'Ascq Spectateurs : 38 065 Diffuseur : Canal+ Foot Arbitrage : Gaël Angoula |
| Dimanche 3 décembre 2023 17h05 | Rapport                           |         |         | Stade Pierre-Mauroy, Villeneuve-d'Ascq Spectateurs : 38 065 Diffuseur : Canal+ Foot Arbitrage : Gaël Angoula | Stade Pierre-Mauroy, Villeneuve-d'Ascq Spectateurs : 38 065 Diffuseur : Canal+ Foot Arbitrage : Gaël Angoula |

| 15e journée                   | FC Metz                               | 0 - 1   | Stade brestois            | | |
| Samedi 10 décembre 2023 15h00 |                                       | (0 - 0) | 75e Le Douaron (Doumbia ) | Stade Saint-Symphorien, Longeville-lès-Metz Spectateurs : 20 157 Diffuseur : Prime Video Arbitrage : Romain Lissorgue | Stade Saint-Symphorien, Longeville-lès-Metz Spectateurs : 20 157 Diffuseur : Prime Video Arbitrage : Romain Lissorgue |
| Samedi 10 décembre 2023 15h00 | Hérelle 40e · Elisor 42e · Jallow 59e | Rapport | 2e Lala · 14e Lees-Melou  | Stade Saint-Symphorien, Longeville-lès-Metz Spectateurs : 20 157 Diffuseur : Prime Video Arbitrage : Romain Lissorgue | Stade Saint-Symphorien, Longeville-lès-Metz Spectateurs : 20 157 Diffuseur : Prime Video Arbitrage : Romain Lissorgue |

| 16e journée                     | FC Metz                 | 0 - 1   | Montpellier HSC           | | |
| Dimanche 17 décembre 2023 15h00 |                         | (0 - 1) | 9e Estève (Savanier )     | Stade Saint-Symphorien, Longeville-lès-Metz Spectateurs : 23 473 Diffuseur : Prime Video Arbitrage : Marc Bollengier | Stade Saint-Symphorien, Longeville-lès-Metz Spectateurs : 23 473 Diffuseur : Prime Video Arbitrage : Marc Bollengier |
| Dimanche 17 décembre 2023 15h00 | Diallo 53e · Udol 90+2e | Rapport | 74e Jullien · 85e Lecomte | Stade Saint-Symphorien, Longeville-lès-Metz Spectateurs : 23 473 Diffuseur : Prime Video Arbitrage : Marc Bollengier | Stade Saint-Symphorien, Longeville-lès-Metz Spectateurs : 23 473 Diffuseur : Prime Video Arbitrage : Marc Bollengier |

| 17e journée                     | Paris Saint-Germain                                         | 3 - 1   | FC Metz            |                                                                                                |                                                                                                |
| Mercredi 20 décembre 2023 21h00 | ( Kang-in) Vitinha 49e · ( Vitinha) Mbappé 60e · Mbappé 83e | (0 - 0) | 72e Udol (Camara ) | Parc des Princes, Paris Spectateurs : 47 822 Diffuseur : Canal+ Sport Arbitrage : Ruddy Buquet | Parc des Princes, Paris Spectateurs : 47 822 Diffuseur : Canal+ Sport Arbitrage : Ruddy Buquet |
| Mercredi 20 décembre 2023 21h00 |                                                             | Rapport | 32e Hérelle        | Parc des Princes, Paris Spectateurs : 47 822 Diffuseur : Canal+ Sport Arbitrage : Ruddy Buquet | Parc des Princes, Paris Spectateurs : 47 822 Diffuseur : Canal+ Sport Arbitrage : Ruddy Buquet |

#### Phase retour
| 18e journée                    | FC Metz                                                   | 0 - 1   | Toulouse FC                | | |
| Dimanche 14 janvier 2024 15h00 |                                                           | (0 - 1) | 12e (pen.) Sierro          | Stade Saint-Symphorien, Longeville-lès-Metz Spectateurs : 21 065 Diffuseur : Prime Video Arbitrage : Florent Batta | Stade Saint-Symphorien, Longeville-lès-Metz Spectateurs : 21 065 Diffuseur : Prime Video Arbitrage : Florent Batta |
| Dimanche 14 janvier 2024 15h00 | Jean Jacques 18e · Sabaly 20e · N'Doram 37e · Hérelle 72e | Rapport | 40e Dallinga · 81e Kamanzi | Stade Saint-Symphorien, Longeville-lès-Metz Spectateurs : 21 065 Diffuseur : Prime Video Arbitrage : Florent Batta | Stade Saint-Symphorien, Longeville-lès-Metz Spectateurs : 21 065 Diffuseur : Prime Video Arbitrage : Florent Batta |

| 19e journée                  | OGC Nice            | 1 - 0   | FC Metz    |                                                                                                   |                                                                                                   |
| Samedi 27 janvier 2024 17h00 | Guessand 77e (pen.) | (0 - 0) |            | Allianz Riviera, Nice Spectateurs : 20 137 Diffuseur : Prime Video Arbitrage : Stéphanie Frappart | Allianz Riviera, Nice Spectateurs : 20 137 Diffuseur : Prime Video Arbitrage : Stéphanie Frappart |
| Samedi 27 janvier 2024 17h00 | Bard 61e            | Rapport | 57e Sabaly | Allianz Riviera, Nice Spectateurs : 20 137 Diffuseur : Prime Video Arbitrage : Stéphanie Frappart | Allianz Riviera, Nice Spectateurs : 20 137 Diffuseur : Prime Video Arbitrage : Stéphanie Frappart |

| 20e journée                   | FC Metz                                    | 1 - 2   | FC Lorient                        | | |
| Dimanche 4 février 2024 15h00 | ( Mikautadze) Lamkel Zé 22e                | (1 - 1) | 19e Bamba (Louza ) · 58e Katséris | Stade Saint-Symphorien, Longeville-lès-Metz Spectateurs : 21 044 Diffuseur : Prime Video Arbitrage : Romain Lissorgue | Stade Saint-Symphorien, Longeville-lès-Metz Spectateurs : 21 044 Diffuseur : Prime Video Arbitrage : Romain Lissorgue |
| Dimanche 4 février 2024 15h00 | N'Doram 19e · Jean Jacques 77e · Colin 83e | Rapport | 90+5e Mendy                       | Stade Saint-Symphorien, Longeville-lès-Metz Spectateurs : 21 044 Diffuseur : Prime Video Arbitrage : Romain Lissorgue | Stade Saint-Symphorien, Longeville-lès-Metz Spectateurs : 21 044 Diffuseur : Prime Video Arbitrage : Romain Lissorgue |

| 21e journée                   | Olympique de Marseille             | 1 - 1   | FC Metz            | | |
| Vendredi 9 février 2024 21h00 | ( Merlin) Moumbagna 56e            | (0 - 0) | 61e Udol (Camara ) | Stade Vélodrome, Marseille Spectateurs : 62 686 Diffuseur : Prime Video Arbitrage : Hakim Ben El Hadj | Stade Vélodrome, Marseille Spectateurs : 62 686 Diffuseur : Prime Video Arbitrage : Hakim Ben El Hadj |
| Vendredi 9 février 2024 21h00 | Gigot 31e · Onana 82e · Clauss 87e | Rapport |                    | Stade Vélodrome, Marseille Spectateurs : 62 686 Diffuseur : Prime Video Arbitrage : Hakim Ben El Hadj | Stade Vélodrome, Marseille Spectateurs : 62 686 Diffuseur : Prime Video Arbitrage : Hakim Ben El Hadj |

| 22e journée                    | Montpellier HSC                                                  | 3 - 0   | FC Metz                              | | |
| Dimanche 18 février 2024 15h00 | ( Ferri) Sylla 3e · ( Savanier) Sagnan 50e · Savanier 86e (pen.) | (1 - 0) |                                      | Stade de la Mosson, Montpellier Spectateurs : 12 532 Diffuseur : Prime Video Arbitrage : Jérémy Stinat | Stade de la Mosson, Montpellier Spectateurs : 12 532 Diffuseur : Prime Video Arbitrage : Jérémy Stinat |
| Dimanche 18 février 2024 15h00 | Kouyaté 13e · Sagnan 30e · Omeragić 69e                          | Rapport | 78e Asoro · 83e Candé · 90+4e Camara | Stade de la Mosson, Montpellier Spectateurs : 12 532 Diffuseur : Prime Video Arbitrage : Jérémy Stinat | Stade de la Mosson, Montpellier Spectateurs : 12 532 Diffuseur : Prime Video Arbitrage : Jérémy Stinat |

| 23e journée                    | FC Metz        | 1 - 2   | Olympique lyonnais                                 | | |
| Vendredi 23 février 2024 21h00 | Mikautadze 13e | (1 - 1) | 45+1e Lacazette (Mata ) · 60e Benrahma (Caqueret ) | Stade Saint-Symphorien, Longeville-lès-Metz Spectateurs : 27 560 Diffuseur : Prime Video Arbitrage : Marc Bollengier | Stade Saint-Symphorien, Longeville-lès-Metz Spectateurs : 27 560 Diffuseur : Prime Video Arbitrage : Marc Bollengier |
| Vendredi 23 février 2024 21h00 | Camara 81e     | Rapport | 73e Mata · 87e O'Brien                             | Stade Saint-Symphorien, Longeville-lès-Metz Spectateurs : 27 560 Diffuseur : Prime Video Arbitrage : Marc Bollengier | Stade Saint-Symphorien, Longeville-lès-Metz Spectateurs : 27 560 Diffuseur : Prime Video Arbitrage : Marc Bollengier |

| 24e journée                | FC Nantes                                 | 0 - 2   | FC Metz                                        | | |
| Dimanche 3 mars 2024 15h00 |                                           | (0 - 0) | 58e (pen.) Mikautadze · 60e Udol (Mikautadze ) | Stade de la Beaujoire, Nantes Spectateurs : 27 132 Diffuseur : Prime Video Arbitrage : Eric Wattellier | Stade de la Beaujoire, Nantes Spectateurs : 27 132 Diffuseur : Prime Video Arbitrage : Eric Wattellier |
| Dimanche 3 mars 2024 15h00 | Augusto 63e · Castelletto 64e · Cozza 68e | Rapport | 2e Candé · 28e Colin                           | Stade de la Beaujoire, Nantes Spectateurs : 27 132 Diffuseur : Prime Video Arbitrage : Eric Wattellier | Stade de la Beaujoire, Nantes Spectateurs : 27 132 Diffuseur : Prime Video Arbitrage : Eric Wattellier |

| 25e journée                 | FC Metz               | 1 - 0   | Clermont Foot                          | | |
| Dimanche 10 mars 2024 15h00 | Mikautadze 33e (pen.) | (1 - 0) |                                        | Stade Saint-Symphorien, Longeville-lès-Metz Spectateurs : 22 673 Diffuseur : Prime Video Arbitrage : Gaël Angoula | Stade Saint-Symphorien, Longeville-lès-Metz Spectateurs : 22 673 Diffuseur : Prime Video Arbitrage : Gaël Angoula |
| Dimanche 10 mars 2024 15h00 | Jean Jacques 39e      | Rapport | 45e Matsima · 54e Borges · 60e Gastien | Stade Saint-Symphorien, Longeville-lès-Metz Spectateurs : 22 673 Diffuseur : Prime Video Arbitrage : Gaël Angoula | Stade Saint-Symphorien, Longeville-lès-Metz Spectateurs : 22 673 Diffuseur : Prime Video Arbitrage : Gaël Angoula |

| 26e journée                 | Stade de Reims                                       | 2 - 1   | FC Metz                                               | | |
| Dimanche 17 mars 2024 15h00 | ( Khadra) Diakité 3e · ( Khadra) Ito 79e             | (1 - 1) | 14e Atta (Sabaly )                                    | Stade Auguste-Delaune, Reims Spectateurs : 14 335 Diffuseur : Prime Video Arbitrage : Hakim Ben El Hadj | Stade Auguste-Delaune, Reims Spectateurs : 14 335 Diffuseur : Prime Video Arbitrage : Hakim Ben El Hadj |
| Dimanche 17 mars 2024 15h00 | Ito 21e · Abdelhamid 51e · Munetsi 73e · Diakité 82e | Rapport | 20e Hérelle · 42e Sabaly · 82e Oukidja · 90+1e I.Sané | Stade Auguste-Delaune, Reims Spectateurs : 14 335 Diffuseur : Prime Video Arbitrage : Hakim Ben El Hadj | Stade Auguste-Delaune, Reims Spectateurs : 14 335 Diffuseur : Prime Video Arbitrage : Hakim Ben El Hadj |

| 27e journée               | FC Metz                                   | 2 - 5   | AS Monaco                                                                                                   | | |
| Samedi 30 mars 2024 17h00 | ( Kouao) Diallo 78e · ( Kouao) I.Sané 84e | (0 - 3) | 4e Minamino (Ben Seghir ) · 10e Akliouche · 16e Vanderson (Golovine ) · 76e Balogun · 87e Balogun (Kehrer ) | Stade Saint-Symphorien, Longeville-lès-Metz Spectateurs : 26 661 Diffuseur : Prime Video Arbitrage : Eric Wattellier | Stade Saint-Symphorien, Longeville-lès-Metz Spectateurs : 26 661 Diffuseur : Prime Video Arbitrage : Eric Wattellier |
| Samedi 30 mars 2024 17h00 | Rapport                                   |         | | Stade Saint-Symphorien, Longeville-lès-Metz Spectateurs : 26 661 Diffuseur : Prime Video Arbitrage : Eric Wattellier | Stade Saint-Symphorien, Longeville-lès-Metz Spectateurs : 26 661 Diffuseur : Prime Video Arbitrage : Eric Wattellier |

| 28e journée                 | Stade brestois                                                                                       | 4 - 3   | FC Metz                                                       | | |
| Dimanche 7 avril 2024 13h00 | Chardonnet 12e · ( Del Castillo) Doumbia 31e · ( Satriano) Mounié 38e · ( Del Castillo) Satriano 60e | (3 - 1) | 6e Traoré (Camara ) · 74e Mikautadze (Atta ) · 80e Mikautadze | Stade Francis-Le Blé, Brest Spectateurs : 14 656 Diffuseur : Prime Video Arbitrage : Benoît Millot | Stade Francis-Le Blé, Brest Spectateurs : 14 656 Diffuseur : Prime Video Arbitrage : Benoît Millot |
| Dimanche 7 avril 2024 13h00 | | Rapport | 62e Udol                                                      | Stade Francis-Le Blé, Brest Spectateurs : 14 656 Diffuseur : Prime Video Arbitrage : Benoît Millot | Stade Francis-Le Blé, Brest Spectateurs : 14 656 Diffuseur : Prime Video Arbitrage : Benoît Millot |

| 29e journée                  | FC Metz                                              | 2 - 1   | RC Lens                                                              | | |
| Vendredi 12 avril 2024 21h00 | ( Atta) Mikautadze 34e · ( N'Doram) Mikautadze 45+3e | (2 - 1) | 13e (pen.) Sotoca                                                    | Stade Saint-Symphorien, Longeville-lès-Metz Spectateurs : 23 002 Diffuseur : Prime Video Arbitrage : Romain Lissorgue | Stade Saint-Symphorien, Longeville-lès-Metz Spectateurs : 23 002 Diffuseur : Prime Video Arbitrage : Romain Lissorgue |
| Vendredi 12 avril 2024 21h00 | Van Den Kerkhof 21e · Traoré 44e                     | Rapport | 44e Gradit · 45+1e Diouf · 46e Machado · 74e Chávez · 78e Frankowski | Stade Saint-Symphorien, Longeville-lès-Metz Spectateurs : 23 002 Diffuseur : Prime Video Arbitrage : Romain Lissorgue | Stade Saint-Symphorien, Longeville-lès-Metz Spectateurs : 23 002 Diffuseur : Prime Video Arbitrage : Romain Lissorgue |

| 30e journée                  | Le Havre AC                    | 0 - 1   | FC Metz                                      | | |
| Dimanche 21 avril 2024 15h00 |                                | (0 - 0) | 46e Mikautadze                               | Stade Océane, Stade Océane Spectateurs : 21 250 Diffuseur : Prime Video Arbitrage : Marc Bollengier | Stade Océane, Stade Océane Spectateurs : 21 250 Diffuseur : Prime Video Arbitrage : Marc Bollengier |
| Dimanche 21 avril 2024 15h00 | Sangante 21e · Targhalline 72e | Rapport | 16e N'Doram · 78e Oukidja · 84e Jean Jacques | Stade Océane, Stade Océane Spectateurs : 21 250 Diffuseur : Prime Video Arbitrage : Marc Bollengier | Stade Océane, Stade Océane Spectateurs : 21 250 Diffuseur : Prime Video Arbitrage : Marc Bollengier |

| 31e journée                  | FC Metz               | 1 - 2   | LOSC Lille                        | | |
| Dimanche 28 avril 2024 13h00 | Mikautadze 23e (pen.) | (1 - 2) | 31e Ismaily (David ) · 44e Yazıcı | Stade Saint-Symphorien, Longeville-lès-Metz Spectateurs : 24 720 Diffuseur : Prime Video Arbitrage : Stéphanie Frappart | Stade Saint-Symphorien, Longeville-lès-Metz Spectateurs : 24 720 Diffuseur : Prime Video Arbitrage : Stéphanie Frappart |
| Dimanche 28 avril 2024 13h00 | Lamkel Zé 76e         | Rapport | 37e David · 51e Bentaleb          | Stade Saint-Symphorien, Longeville-lès-Metz Spectateurs : 24 720 Diffuseur : Prime Video Arbitrage : Stéphanie Frappart | Stade Saint-Symphorien, Longeville-lès-Metz Spectateurs : 24 720 Diffuseur : Prime Video Arbitrage : Stéphanie Frappart |

| 32e journée             | FC Metz                                             | 2 - 3   | Stade rennais FC                                                             | | |
| Samedi 4 mai 2024 19h00 | ( Jallow) Mikautadze 17e · ( Mikautadze) Diallo 45e | (2 - 1) | 23e Gouiri (Terrier ) · 73e (pen.) Bourigeaud · 90+3e Kalimuendo (Yildirim ) | Stade Saint-Symphorien, Longeville-lès-Metz Spectateurs : 23 290 Diffuseur : Prime Video Arbitrage : Ruddy Buquet | Stade Saint-Symphorien, Longeville-lès-Metz Spectateurs : 23 290 Diffuseur : Prime Video Arbitrage : Ruddy Buquet |
| Samedi 4 mai 2024 19h00 | Traoré 71e · Hérelle 75e · Mikautadze 90+5e         | Rapport | 44e Truffert · 75e Theate · 90+6e Kalimuendo                                 | Stade Saint-Symphorien, Longeville-lès-Metz Spectateurs : 23 290 Diffuseur : Prime Video Arbitrage : Ruddy Buquet | Stade Saint-Symphorien, Longeville-lès-Metz Spectateurs : 23 290 Diffuseur : Prime Video Arbitrage : Ruddy Buquet |

| 33e journée                | RC Strasbourg                        | 2 - 1   | FC Metz                  | | |
| Dimanche 12 mai 2024 21h00 | ( Gameiro) Emegha 89e · Santos 90+1e | (0 - 0) | 54e Mikautadze (Diallo ) | Stade de la Meinau, Strasbourg Spectateurs : 25 686 Diffuseur : Prime Video Arbitrage : François Letexier | Stade de la Meinau, Strasbourg Spectateurs : 25 686 Diffuseur : Prime Video Arbitrage : François Letexier |
| Dimanche 12 mai 2024 21h00 | Santos 90+3e · Bellaarouch 90+8e     | Rapport | 11e S.Sané · 84e Candé   | Stade de la Meinau, Strasbourg Spectateurs : 25 686 Diffuseur : Prime Video Arbitrage : François Letexier | Stade de la Meinau, Strasbourg Spectateurs : 25 686 Diffuseur : Prime Video Arbitrage : François Letexier |

| 34e journée                | FC Metz                     | 0 - 2   | Paris Saint-Germain                          | | |
| Dimanche 19 mai 2024 21h00 |                             | (0 - 2) | 7e Soler (Kang-in ) · 12e Kang-in (Asensio ) | Stade Saint-Symphorien, Longeville-lès-Metz Spectateurs : 28 455 Diffuseur : Prime Video (multiplex), Canal+ Sport 360 Arbitrage : Gaël Angoula | Stade Saint-Symphorien, Longeville-lès-Metz Spectateurs : 28 455 Diffuseur : Prime Video (multiplex), Canal+ Sport 360 Arbitrage : Gaël Angoula |
| Dimanche 19 mai 2024 21h00 | Jean Jacques 79e · Udol 86e | Rapport | 44e Mendes                                   | Stade Saint-Symphorien, Longeville-lès-Metz Spectateurs : 28 455 Diffuseur : Prime Video (multiplex), Canal+ Sport 360 Arbitrage : Gaël Angoula | Stade Saint-Symphorien, Longeville-lès-Metz Spectateurs : 28 455 Diffuseur : Prime Video (multiplex), Canal+ Sport 360 Arbitrage : Gaël Angoula |

#### Classement
| Rang | Équipe           | Pts | J  | G | N  | P  | Bp | Bc | Diff | Qualification ou relégation            |
| ---- | ---------------- | --- | -- | - | -- | -- | -- | -- | ---- | -------------------------------------- |
| 14   | FC Nantes        | 33  | 34 | 9 | 6  | 19 | 30 | 55 | −25  |                                        |
| 15   | Le Havre AC P    | 32  | 34 | 7 | 11 | 16 | 34 | 45 | −11  |                                        |
| 16   | FC Metz P        | 29  | 34 | 8 | 5  | 21 | 35 | 58 | −23  | Participation au barrage de relégation |
| 17   | FC Lorient       | 29  | 34 | 7 | 8  | 19 | 43 | 66 | −23  | Relégation en Ligue 2                  |
| 18   | Clermont Foot 63 | 25  | 34 | 5 | 10 | 19 | 26 | 60 | −34  | Relégation en Ligue 2                  |